# DS 5LS

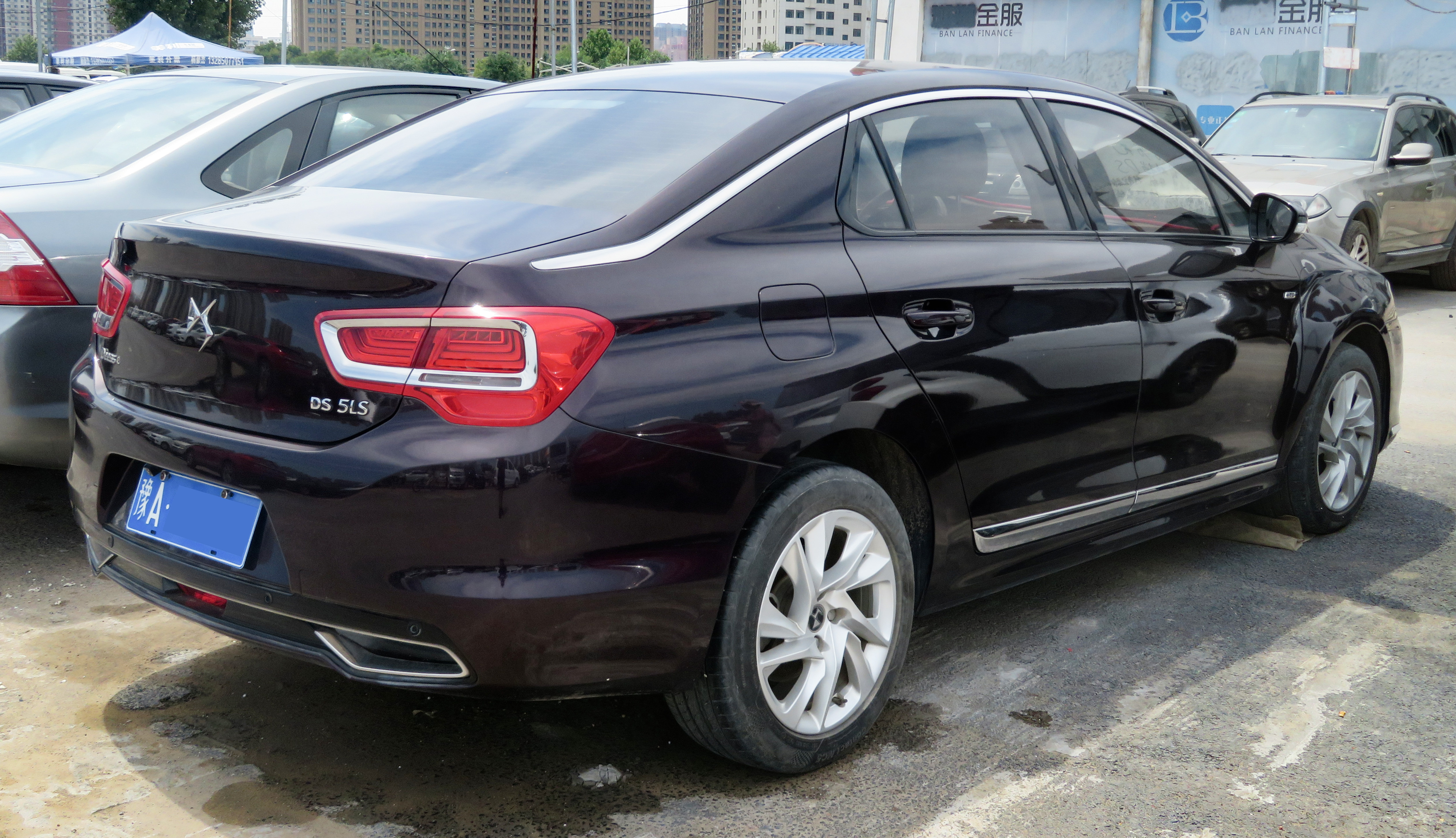
Heckansicht

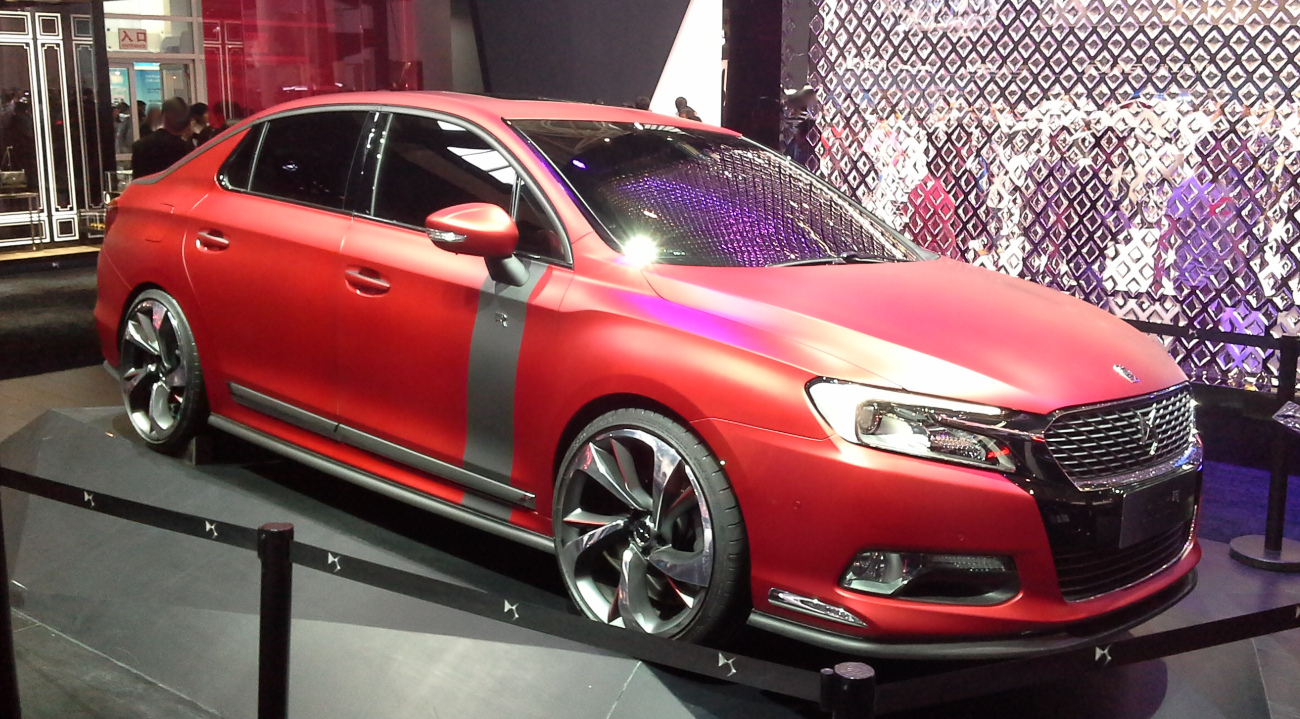
5LS R Concept (2014 Auto China)

Der DS 5LS ist eine Limousine des französischen Automobilherstellers DS Automobiles, die am 19. Dezember 2013 im Louvre in Paris enthüllt wurde, bevor die Vermarktung in China am 28. März 2014 begann. Es handelt sich um eine Stufenheck-Ausgabe des DS5 in einer neuen Karosserievariante, bei der LS für „Luxury Sedan“ steht.
Das Modell basiert auf der Plattform PF2, die sowohl beim DS4 als auch beim DS5 verwendet wird. Das Armaturenbrett übernimmt einige Elemente vom DS4, während der Instrumentenblock und das Lenkrad vom DS5 stammen. Der Wagen wird von einem Vierzylinder-Ottomotor mit 1,6 Litern Hubraum und Turbolader (Twin Scroll) angetrieben, der aus der Zusammenarbeit von PSA und BMW hervorgegangen ist und 123 kW (167 PS) entwickelt. Er verfügt über ein 6-Stufen-Automatikgetriebe. Alternativ ist ein 1,8-Liter-Ottomotor mit 150 kW (204 PS) verfügbar. Beide Motoren werden auch im SUV DS 6 angeboten. Die Motorvariante mit 86 kW (117 PS) wurde nicht beibehalten, da ihre Leistung als unzureichend für ein Fahrzeug aus der DS-Modellpalette betrachtet wurde. Der Wagen weist eine Länge von 4,70 m auf und übertrifft damit den DS5 um 17 cm. Die Breite beträgt 1,84 m, während sich die Höhe auf 1,50 m bei einem Radstand von 2,72 m beläuft. Der DS 5LS wird wie der DS5 im Werk von CAPSA in Shenzhen hergestellt.
Es handelt sich um das erste Serienmodell der Marke DS, das mit dem DS-Logo ohne Doppelwinkel im Kühlergrill vermarktet wird. Dennoch wird die Verbindung mit der Muttermarke beibehalten, da der Namenszug „Citroën“ auf dem Heck steht. Der DS 5LS orientiert sich an der neuen Frontpartie, die mit dem Konzeptfahrzeug Citroën DS Numéro 9 und später dem DS Wild Rubis eingeführt wurde, wobei der Kühlergrill mit der Bezeichnung „DS Wings“ zwischen die Scheinwerfer eingelassen ist.

## Technische Daten
|                                             | VTi 140                      | THP 160                    | THP 160                    | 35 THP                     | THP 200                    | THP 200                    |
| Bauzeitraum                                 | 03/2014–07/2015              | 03/2014–04/2016            | 04/2016–04/2019            | 04/2019–2020               | 03/2014–04/2016            | 04/2016–10/2017            |
| Motorkenndaten                              |                              |                            |                            |                            |                            |                            |
| Motortyp                                    | R4-Ottomotor                 | R4-Ottomotor               | R4-Ottomotor               | R4-Ottomotor               | R4-Ottomotor               | R4-Ottomotor               |
| Hubraum                                     | 1813 cm³                     | 1598 cm³                   | 1598 cm³                   | 1598 cm³                   | 1598 cm³                   | 1751 cm³                   |
| max. Leistung bei min−1                     | 102 kW (139 PS) / 6300       | 120 kW (163 PS) / 6000     | 123 kW (167 PS) / 6000     | 130 kW (177 PS) / 6000     | 147 kW (200 PS) / 5800     | 150 kW (204 PS) / 5500     |
| max. Drehmoment bei min−1                   | 170 Nm / 3500                | 240 Nm / 1400–4000         | 240 Nm / 1400–4000         | 260 Nm / 2000–3500         | 275 Nm / 1700–4500         | 280 Nm / 1400–4000         |
| Kraftübertragung                            |                              |                            |                            |                            |                            |                            |
| Antrieb, serienmäßig                        | Vorderradantrieb             | Vorderradantrieb           | Vorderradantrieb           | Vorderradantrieb           | Vorderradantrieb           | Vorderradantrieb           |
| Getriebe, serienmäßig                       | 5-Gang-Schaltgetriebe        | 6-Stufen-Automatikgetriebe | 6-Stufen-Automatikgetriebe | 6-Stufen-Automatikgetriebe | 6-Stufen-Automatikgetriebe | 6-Stufen-Automatikgetriebe |
| Getriebe, optional                          | (6-Stufen-Automatikgetriebe) | —                          | —                          | —                          | —                          | —                          |
| Messwerte                                   |                              |                            |                            |                            |                            |                            |
| Höchstgeschwindigkeit                       | 192 km/h (192 km/h)          | 205 km/h                   | 212 km/h                   | 212 km/h                   | 230 km/h                   | 230 km/h                   |
| Beschleunigung, 0–100 km/h                  | 10,6 s (12,1 s)              | 8,8 s                      | 9,0–9,6 s                  | 8,9 s                      | 8,0 s                      | 8,0 s                      |
| Kraftstoffverbrauch auf 100 km (kombiniert) | k. A.                        | 7,7 l Super                | 6,3 l Super                | 6,2 l Super                | 7,4 l Super                | 6,4 l Super                |
| CO2-Emission (kombiniert)                   | k. A.                        | k. A.                      | 150 g/km                   | k. A.                      | k. A.                      | 152 g/km                   |
| Leergewicht                                 | 1420 kg (1455 kg)            | 1475 kg                    | 1475 kg                    | 1515 kg                    | 1520 kg                    | 1520 kg                    |
| Tankinhalt                                  | 60 l                         | 60 l                       | 60 l                       | 60 l                       | 60 l                       | 60 l                       |

Werte in runden Klammern gelten für Modelle mit optionalem Getriebe.